# Vilhelm Lunding
Hans Matthias Vilhelm Lunding, född den 28 april 1807 i Köpenhamn, död där den 20 januari 1853, var en dansk ämbetsman. Han var halvbror till Conrad Matthias och Niels Christian Lunding. 
Lunding dimitterades 1824 som privatist till universitetet, avlade 1829 juridisk ämbetsexamen och gjorde 1831 en utlandsresa till Tyskland, Frankrike och Schweiz. Han anställdes 1832 som auditör vid det fynska infanteriregementet i Fredericia, 1838 utnämndes han til överauditör. I Fredericia trädde han i personlig förbindelse med prins Fredrik, som var regementschef. Efter Fredrik VI:s död blev Lunding 1839 kabinettssekreterare hos kronprinsen. Han ledsagade denne 1844 till Skottland och Färöarna. År 1848 blev han statssekreterare, i vilken egenskap han förde protokollet över förhandlingarna i statsrådet. År 1852 blev Lunding även chef för kungens kabinetssekretariat. Han fick 1840 titeln justitieråd, 1847 etatsråd, och 1849 blev han kammarherre. Han dekorerades 1851 med Dannebrogsordens kommendörskors. 